# Reforma, Chihuahua
Reforma är en ort i Mexiko.   Den ligger i kommunen Cuauhtémoc och delstaten Chihuahua, i den nordvästra delen av landet, 1 300 km nordväst om huvudstaden Mexico City. Reforma ligger 2 085 meter över havet och antalet invånare är 186.
Terrängen runt Reforma är huvudsakligen platt, men söderut är den kuperad. Runt Reforma är det mycket glesbefolkat, med 3 invånare per kvadratkilometer. Närmaste större samhälle är Granjas el Venado, 11,3 km sydväst om Reforma. Omgivningarna runt Reforma är i huvudsak ett öppet busklandskap.